# Отчёт Вольфендена

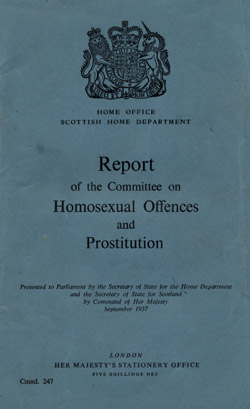
Титульная страница отчета

Доклад Ведомственного комитета по гомосексуальным преступлениям и проституции (англ. The Report of the Departmental Committee on Homosexual Offences and Prostitution; более известный как отчёт Вольфендена (англ. Wolfenden report), названный по имени сэра Джона Вольфендена, председателя комитета) был опубликован в Великобритания 4 сентября 1957 года после того, как несколько известных британцев, включая лорда Монтегю из Болье, Майкла Питта-Риверса, Джона Гилгуда, Алана Тьюринга и Питера Уальдблада, были осуждены за гомосексуальные преступления.

## Предпосылки
В соответствии с Законом 1885 года о внесении поправок в уголовное законодательство любой гомосексуальный акт между мужчинами является незаконным. После второй мировой войны увеличилось число арестов и судебных преследований и, к концу 1954 года в Англии и Уэльсе за гомосексуальные акты в тюрьме находилось 1069 мужчин со средним возрастом 37 лет. После осуждения лорда Монтегю из Болье, консервативное правительство создало ведомственный комитет под руководством сэра Джона Волфендена для рассмотрения как гомосексуальных преступлений, так и проституции.

## Комитет
Комитет из 15 человек (4 женщины и 11 мужчин) возглавил сэр Джон Вольфенден (1906—1985), который до этого был мэром городов Аппингема и Шрусбери и в 1950 году стал вице-ректором Редингского университета. Позже он стал директором Британского музея.
Помимо председателя членами комитета были следующие участники:
- Джеймс Адэр — бывший прокурор по финансовым вопросам[англ.] города Глазго[2];
- Мэри Джи Коэн — вице-президент ассоциации девушек-гидов города Глазго и председатель Шотландской ассоциации женских клубов[2];
- Дезмонд Курран — главный психиатр больницы Святого Георгия[англ.] в Лондоне и психиатр-консультант Королевского флота[2];
- В. А. Демант[англ.] — англо-католический священник, служащий каноником Колледжа Крайст-черч Оксфордского университета, и королевский профессор нравственного и пастырского богословия[англ.] в Оксфордском университете[2];
- Сэр Кеннет Диплок[англ.] — сотрудник суда Оксфорда и судья Высокого суда[2];
- Сэр Хью Линстед[англ.] — член парламента от Консервативной партии, от избирательного округа Путни, адвокат[2];
- Питер Фрэнсис Уолтер Керр — крупный землевладелец, впоследствии государственный служащий[2];
- Кэтлин Ловибонд — председатель магистратского суда по делам несовершеннолетних города Аксбриджа, которая стала мэром города Аксбридж в 1956;
- Виктор Мишкон[англ.] — юрист, член лейбористской партии и председатель совета лондонского графства;
- Горонви Рис[англ.] — директор Университетского колледжа Уэльса[англ.] в городе Аберистуит (вышел из состава комитета в апреле 1956 года);
- Р. Ф. В. Скотт, — пресвитерианский служитель церкви Св. Колумба в Лондоне (вышел из состава комитета в марте 1956 года);
- Леди (Лили) Стопфорд — врач-офтальмолог и судья;
- Уильям Уэллс[англ.] — адвокат, член парламента от округа Уолсолл Норт;
- Джозеф Уитби — врач общей практики со второй специальностью «психиатрия».

Комитет впервые собрался 15 сентября 1954 года на 62 дня, 32 из которых использовались для опроса свидетелей. Вольфенден предположил на первой встрече, что ради дам в составе комиссии, нужно использовать термины «Хантли» и «Палмерс» в честь производителей печенья Huntley & Palmers — «Хантли» для гомосексуалистов и «Палмерс» для проституток. В ходе работы комиссии были заслушаны свидетельства сотрудников полиции и уголовной опеки, психиатров, религиозных лидеров (которые в те дни были на переднем крае реформы гомосексуального права) и геев, жизнь которых была затронута законом.
Сметные расходы на подготовку доклада составили 8046 фунтов стерлингов, из которых 735 фунтов стерлингов представляли собой сметные расходы на типографские работы и публикацию. Секретарём комитета был В. К. Робертс (входящий в министерство внутренних дел), а его помощником — Э.Дж. Фриман (работающий в министерстве внутренних дел Шотландии).
Замотивировать геев прийти для дачи показаний оказалось очень сложной задачей для комитета. Первоначально Вольфенден рассматривал возможность размещения объявления в газете или журнале, но вместо этого комитет решил найти трех мужчин, готовых дать показания. Это были Питер Уальдблад, Карл Винтер и Патрик Тревор-Ропер. Уальдблад был ранее осужден за гомосексуализм и отбывал свое наказание в тюрьме, Карл Винтер был директором музея Фитцуильям, а Тревор-Ропер был выдающимся хирургом-офтальмологом и братом известного историка Хью Тревора-Ропера. Чтобы защитить их личности, Тревор-Ропер назывался в деле «Доктором», а Винтер — «мистером Уайтом».

## Решение комитета
Комитет выпустил рекомендацию, что «гомосексуальное поведение между взрослыми по обоюдному согласию наедине не должно больше считаться уголовным преступлением». Все, кроме Джеймса Адэра, были в пользу этого решения и, вопреки свидетельствам некоторых медицинских и психиатрических служб того времени, определили, что «гомосексуализм не может законно рассматриваться как болезнь, потому что во многих случаях это единственный симптом и совместим с состоянием полного психического здоровья в других сторонах личности». В отчете также отдельным выделено:
Функция закона состоит в том, чтобы сохранять общественный порядок и порядочность в обществе, защищать гражданина от того, что является оскорбительным или вредным, и обеспечивать достаточные гарантии против эксплуатации и угнетения прав других ... На наш взгляд, функция закона не заключается в том, чтобы вмешиваться в частную жизнь граждан или стремиться навязать какой-либо конкретный образец поведения
Рекомендуемый возраст согласия в отчете предлагалось установить в 21 год (возраст совершеннолетия в Великобритании на тот момент).
В отчете также обсуждался рост уличной проституции в то время, который проституция ассоциировалась с «нестабильностью сообщества» и «ослаблением семьи». В результате после выхода отчета полиция начала бороться с уличной проституцией, что привело к принятию в 1959 году закона «О сексуальных преступлениях, совершаемых на улице».

## Последствия
Рекомендации комиссии вызвали широкую общественную дискуссию, в том числе и через известный обмен мнениями в публикациях лорда Девлина, ведущего британского судьи, чьи идеи и публикации выступали против философской основы отчета, и Герберта Харта, ведущего юриста, который представил аргументы в его поддержку.
В книге «Обеспечение нравственности» лорд Девлин заявляет, что отчет Вольфендена «признан прекрасным исследованием двух очень сложных правовых и социальных проблем». Девлин критикует принцип, взятый из книги Джона Стюарта Милля «О свободе», согласно которой закон не должен касаться «личной аморальности», говоря, что в отчете «требуются особые обстоятельства, чтобы оправдать вмешательство закона. Я думаю, что так делать неправильно в принципе» .
Рекомендации комитета в конечном итоге привели к принятию Закона 1967 года о сексуальных преступлениях, применимого только к Англии и Уэльсу, который заменил предыдущий закон о содомии, содержащийся в Законе о преступлениях против личности 1861 года и поправке Лабушера 1885 года, которая объявила вне закона все гомосексуальные действия, кроме гомосексуализма. Закон стал законом только через десять лет после публикации отчета в 1957 году.
Историк Патрик Хиггинс описал ряд недостатков в отчете: «неспособность понять или оценить (за исключением самых негативных выражений) важность гомосексуальной субкультуры» .
Позже стало известно, что сын Джона Вольфендена Джереми Вольфенден был геем.
В 1997 году Джон Вольфенден занял 45-е место в списке газеты Pink Paper в категории «500 лучших героев, повлиявших на положение ЛГБТ-сообщества».